# Кошелєв Леонід Олександрович
Леонід Олександрович Кошелєв (узб. Leonid Aleksandrovich Koshelev; нар. 20 грудня 1979, Ташкент, Узбецька РСР) — узбецький футболіст, півзахисник.

## Клубна кар'єра
Починав професійну кар'єру в наманганському «Навбахорі», де став одним з провідних гравців і провів чотири сезони, виграв у його складі кубок та суперкубок країни. У 2001 році перейшов у ташкентський «Пахтакор», де провів 4,5 сезони й багаторазово перемагав у його складі у чемпіонаті та кубку країни (не вдалося виграти жодного трофею лише 2001 року). Влітку 2005 року перейшов до ярославського «Шинника», де провів півтора сезони, зіграв у Прем'єр-лізі 14 матчів (1 гол), у Кубку Росії 4 матчі, у першості дублерів 13 матчів (1 гол). У сезоні 2007 року знову виступав за «Пахтакор», виграв з ним Кубок Співдружності та черговий чемпіонський титул та національний кубок. Потім грав за самаркандське «Динамо» та гузарський «Шуртан», а 2009 року виступав за зарафшанський «Кизилкум». Протягом 3 сезонів займав з вище вказаним клубом місце в середині турнірної таблиці. У 2012 році повернувся в самаркандському «Динамо». У 2013 році повернувся до «Навбахора», якому допоміг посісти 11-те місце в чемпіонаті. У лютому 2014 року приєднався до «НБУ-Азії».

## Кар'єра в збірній
У футболці національної збірної Узбекистану дебютував 11 липня 1999 року в товариському матчі проти Малайзії в Самарканді. Учасник Кубку Азії 2004 року, де провів 2 матчі. Своїм першим голом у збірній відзначився 2001 року. Міжнародну кар'єру завершив 2007 року, відзначився 6-ма голами в 43-х матчах.

## Статистика виступів у збірній

### По роках
| Збірна     | Рік     | Матчі | Голи |
| ---------- | ------- | ----- | ---- |
| Узбекистан | 1999    | 2     | 0    |
| Узбекистан | 2001    | 8     | 1    |
| Узбекистан | 2002    | 1     | 0    |
| Узбекистан | 2003    | 9     | 2    |
| Узбекистан | 2004    | 8     | 2    |
| Узбекистан | 2005    | 4     | 0    |
| Узбекистан | 2006    | 6     | 1    |
| Узбекистан | 2007    | 4     | 0    |
| Загалом    | Загалом | 42    | 6    |

### По матчах
| Дата       | Місто        | Господарі            | Результат | Гості             | Турнір                    | Голи | Примітки |
| ---------- | ------------ | -------------------- | --------- | ----------------- | ------------------------- | ---- | -------- |
| 30-6-2001  | Куала-Лумпур | Боснія і Герцеговина | 1 – 2     | Узбекистан        | Пестабола Мердека         | 1    |          |
| 17-11-2003 | Бангкок      | Узбекистан           | 4 – 1     | Таджикистан       | Відбір до Кубка Азії 2004 | 1    |          |
| 21-11-2003 | Бангкок      | Таїланд              | 4 – 1     | Узбекистан        | Відбір до Кубка Азії 2004 | 1    |          |
| 31-3-2004  | Тайбей       | Китайський Тайбей    | 0 – 1     | Узбекистан        | Відбір до ЧС 2006         | 1    |          |
| 17-11-2004 | Ташкент      | Узбекистан           | 6 – 1     | Китайський Тайбей | Відбір до ЧС 2006         | 1    |          |
| 15-11-2006 | Ташкент      | Узбекистан           | 2 – 0     | Катар             | Відбір до Кубка Азії 2007 | 1    |          |
| Усього     |              | Матчів               | 42        |                   | Голів                     | 6    |          |

## Досягнення
«Навбахор»
- Кубок Узбекистану
  -  Володар (1): 1998

- Суперкубок Узбекистану
  -  Володар (1): 1998

«Пахтакор»
- Суперліга Узбекистану
  -  Чемпіон (5): 2002, 2003, 2004, 2005, 2007

- Кубок Узбекистану
  -  Володар (4): 2001, 2002, 2003, 2004

- Кубок Співдружності
  -  Володар (1): 2007